# 208

## Събития
- Вологаз VI сменя баща си на трона на Партия
- пролетта: Септимий Север с жена си Юлия Домна и синовете си отива на поход в Британия.

## Родени
- 14 септември: Диадумениан, римски император († лятото 218)
- 1 октомври: Александър Север, римски император († март 235)

## Починали
- Вологаз V, владетел на Партия